# Cottessen
Cottessen (en limbourgeois Kotteze) est un hameau néerlandais situé dans la commune de Vaals, dans la province du Limbourg néerlandais.